# Kerkhof van Nieuwmunster
Het Kerkhof van Nieuwmunster is een gemeentelijke begraafplaats in het Belgische dorp Nieuwmunster, een deelgemeente van Zuienkerke. Het kerkhof ligt in het centrum van het dorp rond de Sint-Bartholomeuskerk en wordt gedeeltelijk omringd door een lage bakstenen muur en een haag. In het zuidelijke deel van de muur is een herdenkingskapel ingebouwd ter herinnering aan de militaire en burgerlijke slachtoffers van beide wereldoorlogen. Deze kapel staat sinds 2009 op de Inventaris van het Onroerend Erfgoed.
De kerk en het kerkhof maken deel uit van het beschermd dorpsgezicht van Nieuwmunster op dezelfde Inventaris Onroerend Erfgoed.

## Britse oorlogsgraven
Ten noorden van de kerk ligt een perk met de graven van 5 Britse gesneuvelden uit de Tweede Wereldoorlog. Daarvan zijn er slechts 2 geïdentificeerd. Het zijn sergeant John George Bonner van de Royal Artillery en Leonard Alfred Cherry, matroos op de H.M.S. Abel Tasman.
De graven worden onderhouden door de Commonwealth War Graves Commission en staan er geregistreerd als Nieuwmunster Churchyard.